# Ураган (альбом)
Ураган — шостий альбом Агата Кристи презентований у Єкатеринбурзі 25 червня 1997-го та виданий лейблом Extraphone 10 березня того ж року.

## Список композицій
| #     | Назва                    | Тривалість |
| ----- | ------------------------ | ---------- |
| 1.    | «Два корабля»            | 4:30       |
| 2.    | «Ураган»                 | 3:56       |
| 3.    | «Моряк»                  | 3:35       |
| 4.    | «Поход»                  | 3:50       |
| 5.    | «Грязь»                  | 3:36       |
| 6.    | «Легион»                 | 3:22       |
| 7.    | «Розовый бинт»           | 4:47       |
| 8.    | «Звёздное гестапо»       | 3:23       |
| 9.    | «Аусвайс на небо»        | 4:03       |
| 10.   | «Извращение»             | 3:14       |
| 11.   | «Серое Небо»             | 3:16       |
| 12.   | «Корвет Уходит В Небеса» | 4:20       |
| 47:52 |                          |            |

| Відео-бонуси перевидання 2008-го | Відео-бонуси перевидання 2008-го | Відео-бонуси перевидання 2008-го |
| #                                | Назва                            | Тривалість                       |
| -------------------------------- | -------------------------------- | -------------------------------- |
| 13.                              | «Моряк»                          | 3:27                             |
| 14.                              | «Два Корябля (наживо)»           | 4:32                             |
| 15.                              | «Грязь (наживо)»                 | 3:40                             |

## Учасники запису
- Гліб Самойлов — вокал (1,2,5,7,8,10,11), бек-вокал, бас (4, 5, 8) та лірика текстів
- Вадим Самойлов — вокал (3,4,6,9,12), бек-вокал, гітара, бас (1, 9)
- Олександр Козлов — клавішні, синтез-бас (2, 6), ударні (2, 6)